# Aluder
L'aluder era el menestral que manufacturava l'aluda, producte que s'obtenia adobant la pell blanca de xai o cabrit amb alum de roca. L'aluda es caracteritzava per ser blanca, molt suau i prima, i era molt apreciada per fer guants, bosses i cobertes de llibres. Aquest ofici també manufacturava la fina camussa, que originàriament era de pell d'isard adobada amb oli. L'èxit d'aquest producte els va dur a utilitzar moltes altres pells: per fer camusses barates s'usava moltó, anyell, cabra o cabrit, mentre que les de millor qualitat es continuaven fent amb isard, cabirol, ren i fins i tot gos. S'usaven sobretot per a certs articles d'indumentària com ara guants i folres. L'aluder especialitzat en la manufactura d'albadina s'anomenava específicament albadiner, ja que aquesta pell blanca tan apreciada s'usava només per a les cobertes de llibres i els folres. Entre els aluders generalment s'hi comptaven també els guanters, ja que adquirien bona part d'aquestes pells per a fer els seus guants.
Tot i que amb tota probabilitat aquesta activitat era molt més antiga (com a cuireters), no apareix documentada amb aquest nom fins al 1401 a la ciutat de Barcelona, però agrupats dins del gremi dels blanquers. A les ciutats de Mallorca i València també es documentaren al segle xv. Fins al xx, si més no a Vic, encara apareixien documentats com a tallers especialitzats.
A Mallorca, els aluders, dits també habitualment pelleters, conformaven un col·legi professional propi, que va ser fundat el 1499. El col·legi estava sota l'advocació del Baptisme de Jesucrist, i celebraven els seus oficis religiosos a l'església de Santa Fe o bé a la del Temple. Sembla, en qualsevol cas, que el col·legi no va tenir una existència contínua; és possible que acabàs integrat en el dels blanquers i assaonadors. Això no vol dir, però, que l'ofici desaparegués: els pelleters continuaren amb el seu ofici fins al segle xx, i tenien els seus obradors al barri de la Calatrava, on hi ha el carrer de la Pelleteria.